# James Burton
James Burton (Dubberly, Louisiana, 1939. augusztus 21. –) Grammy-díjas amerikai gitáros, 2001 óta a Rock and Roll Hall of Fame tagja. A beiktatási ceremónián régi rajongója Keith Richards (The Rolling Stones) mondott méltató beszédet. Tagja a Rockabilly Hall of Fame-nek is.
Burton úgy is ismert, mint „Master of Telecaster” – „a Telecaster Mestere”. 1950 óta olyan neves előadóval készített felvételeket mint Bob Luman, Dale Hawkins, Ricky Nelson, Elvis Presley, Johnny Cash, Merle Haggard, John Denver, Gram Parsons, Emmylou Harris, Jerry Lee Lewis, Claude King, Elvis Costello, Joe Osborn, Roy Orbison, Joni Mitchell, Vince Gill és Allen "Puddler" Harris.

## Életpályája

### A korai évek
A Louisianai Dubberlyben született, 1949-ben Shreveport-ba költöztek, és itt nőtt fel. Gyermekkora óta tanult autodidakta módon gitározni. A szüleitől kapott első két gitár akusztikus volt, de amikor egy Shreveporti hangszerüzletben – a J&S-en – 1953-ban megpillantott egy Fender Telecatert, tudta, hogy ez az a gitár ami igazán hozzá való. Tizenhárom éves korára szinte teljesen profi gitárossá vált, aminek hamarosan beérett a gyümölcse: egy évvel később a felvették a  népszerű Louisiana Hayride rádióshow együttesébe. Még tizenéves korában Los Angelesbe ment, és csatlakozott Ricky Nelson zenekarához. Los Angelesben számos felvételt készített "session" – beugró – zenészként, többek között 1957-ben Dale Hawkins "Susie Q" című slágerének gitárszólóját is ő játszotta fel. Ez a dal egyébként egyike lett annak az 500 dalnak, amelyet beválogattak a "Rock and Roll Hall of Fame's 500 Songs that Shaped Rock and Roll"-ba (a Rock and Roll Hírességek Csarnokának 500 dala amelyek formálták a Rock and Rollt).

### Rick Nelsonnal (1958-1967)
1958 és 1967 között James Burton töltötte be Rick Nelson zenekarában szólógitáros pozíciót. 1965-ben elkezdett dolgozni a Shindig! című televíziós műsorban, és két évvel később kilépett Nelson zenekarából. A televíziós munka kitűnő lehetőség volt arra, hogy megmutassa magát – univerzális háttéremberként – különböző ismert előadók oldalán. Ez az időszak olyan zsúfolt volt, hogy kénytelen volt visszautasítani a részvételt Bob Dylan turnéjain, és egy 1968-as TV felvételt Elvis Presleyvel – ez idő tájt ugyanis éppen Frank Sinatrával dolgozott.

### Elvis Presleyvel (1969-1977)
1969-ben Elvis újra felkérte Burtont, hogy vegyen részt vele egy showban Las Vegasban, aki ezúttal igent mondott. Belépett a TCB Band-be, és egészen Elvis 1977-es haláláig együtt dolgoztak, úgy, hogy egyetlen előadást sem hagyott ki. Emlékezetes ebből az időszakból Elvis jellegzetes "play it James!" (játszd James!) buzdítása a színpadon, amellyel Burton szólóit vezette be. 1998 óta többször felléptek együtt a TCB Band többi tagjával az Elvis: The Concert színpadi produkcióban.

### John Denverrel (1975-1994)
1975 – 1976-ban – miközben még Elvis Presleyvel turnézott – Gram Parsons halála után – James Burton (több zenésztársával együtt a TCB Band-ből) csatlakozott Emmylou Harris Hot Bandjéhez. Azonban míg Burton visszatért Elvis zenekarába, amikor újabb turnéra indultak, addig Glen D. Hardin maradt Harris együttesében. Mielőtt Elvis meghalt 1977-ben, Burtont John Denver hívta játszani egy televíziós szereplésre. A felvétel során, Denver megkérdezte Burtont, hogy vállalna-e vele egy európai turnét. Burton azt mondta, hogy ugyan Elvisszel dolgozik, de ha a munka ütemezése megengedi, ő szívesen megy. Röviddel Elvis halála után, Burton elkezdte a rendszeres együttműködést Denverrel. Az első album volt, amit együtt rögzítettek az I Wanna Live volt. A közös fellépések közben beszéltek a TCB Band volt tagjaival. Glen Hardin és Jerry Scheff belépett Denver együttesébe. Burton 1994-ig maradt az együttesben, de közben más előadókkal – például Jerry Lee Lewisszal is fellépett. A tizenhat évig tartó Denverrel történő közös munka során felvették 12 albumbot és turnéztak szerte a világon. Míg Denverrel turnézott, Burton számos gitárt beszerzett, többek között Dobrókat és az 1969-es Paisley Red Fender Telecastert, amit Elvis Presley mellett használt a 70-es években. Denverrel 1995-ben játszott utoljára a Wildlife koncerten. Amikor a Denver 1997-ben elhunyt, Burton beszélt a gyászszertartásán Aspenben, (CO USA).

### Karrierje napjainkig
Burton későbbi karrierje során is rengeteg ismert előadóval dolgozott együtt. 1986-ban közreműködött Elvis Costello King of America című lemezén. Burton körül-belül egy évtizeden keresztül működött együtt Costelloval. 1988-ban részt vett a Roy Orbison and Friends, A Black and White Night Cinemax produkcióban.
1990-ben visszaköltözött Shreveport-ba.
2004-ben Matt Lucas Back in the Saddle Again albumán dolgozott, ami folytatása az A Chicago Sessions lemeznek.
2005-ben megszervezte a James Burton International Guitar Festival-t, amely bevételeit az általa alapított The James Burton Foundation közhasznú alapítványon keresztül jótékony célra fordította.
2007-ben beiktatták a Musicians Hall of Fame in Nashville-be mint a The Wrecking Crew tagját. A The Wrecking Crew egy session zenészekből álló csapat Los Angelesben, akik a 60-as évek óta elismerést vívtak ki maguknak. Szintén ebben az évben közreműködött Brad Paisley Play című lemezén, amin a Cluster Pluck című instrumentális számot hallhatjuk tőle, olyan előadók társaságában mint Vince Gill, Steve Wariner, Redd Volkaert, Albert Lee, John Jorgenson, és Brent Mason. A dallal 2009-ben Paisley Grammy-díjat nyert a Best Country Instrumental Performance (Legjobb Instrumentális Country Előadás).
2009. augusztus 22-én a James Burton International Guitar Festival színpadán beiktatták a The Louisiana Music Hall of Fame-be.
2010. július 22-én a Rolling Stone magazinban megjelent cikk szerint Burton közreműködik Eric Claptonnal együtt Jerry Lee Lewis Mean Old Men című lemezén a You Can Have Her című számban.

## Színpadi és stúdió felszerelése, hangszerei

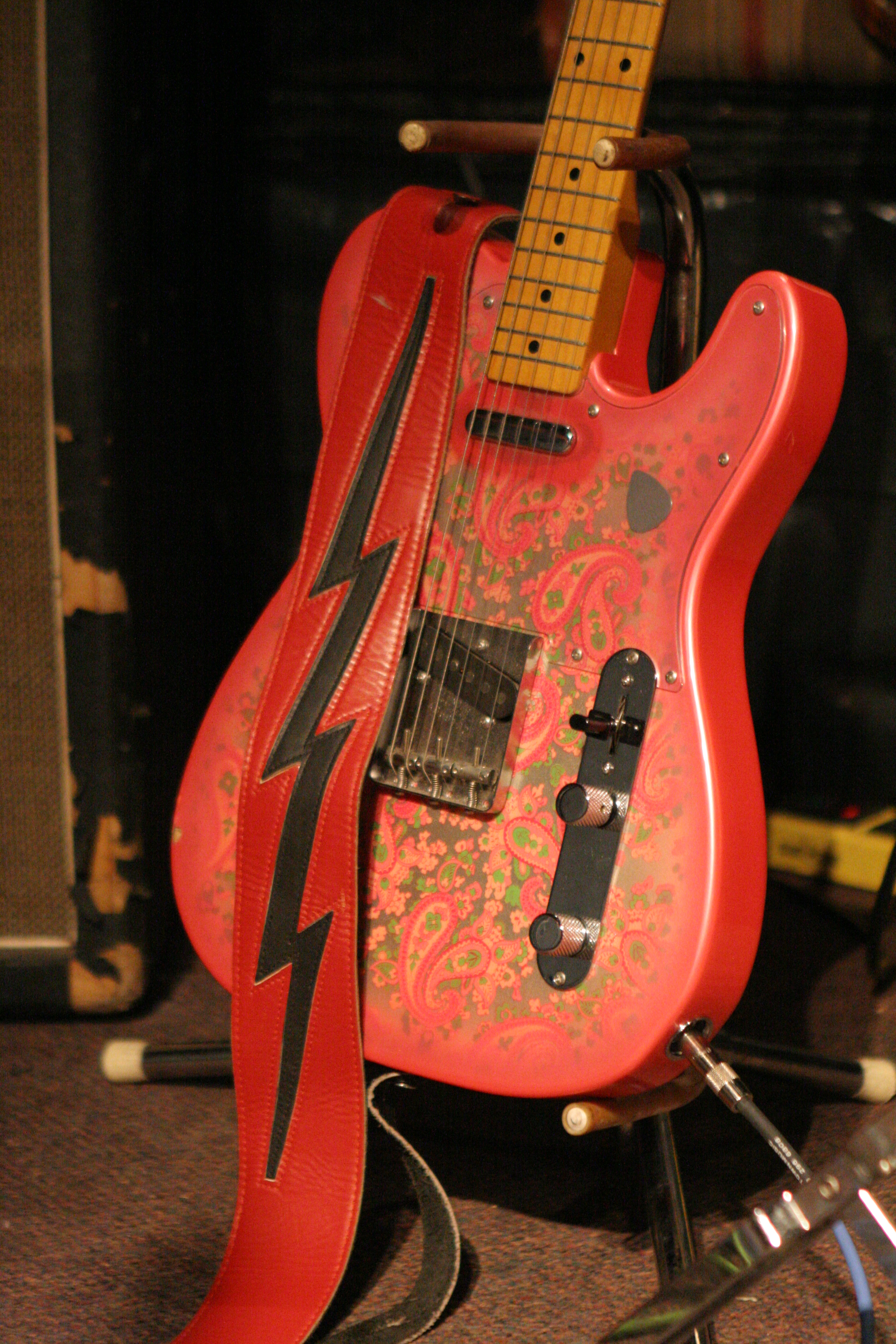
Fender Telecaster (MIJ) TL69-PRD

James Burton számos erősítő típussal dolgozik, amiknek széles körű hangzása köszönhető. Használ Music Man 210-est, Fender Twin-t Lansing hangszórókkal, illetve egy 1964-es Fender Deluxe-ot is.
A fő gitárja mindig Fender Telecaster, kezdve onnan, hogy a szülei vásároltak neki egy korai "Blonde" modellt valamikor az 50-es évek elején. A saját 1969-es Paisley Red (vagy más néven Pink Paisley) Telecasterje lett az alapja az 1991-ben kibocsátott Fender Telecaster James Burton Signature gitárnak. A gitár fekete alapon arany "paisley" mintával, Lace Sensor hangszedőkkel, és TBX (Treble Bass eXpander – magas-mély kiemelő) áramkörrel rendelkezett.
1996-ban kiadtak egy másik modellt is aminek az alapját az 1953-as Candy Apple Red Telecaster adta és jelenleg Fender James Burton Standard Telecaster típus megjelöléssel kapható. Ez a gitárnak 2 db Texas Special hangszedője, és 6 "babás" húrlábbal rendelkezik.
2006-ban Fender Telecaster James Burton Signature-ön változtatásokat hajtottak végre, két – Blue Paisley Flames, és Red Paisley Flames – színben kapható, saját fejlesztésű – csak ebben a modellben elérhető – hangszedőket, és "S1" elektronikát kapott.
A Fender Japan Telecaster TL69-PRD típusjelzéssel gyártott gitárja ugyan nem James Burton modell, de az eredeti Red Paisley-vel való nagyfokú hasonlósága egyértelműsíti az inspirációt.

## Fordítás
- Ez a szócikk részben vagy egészben  a   James Burton című angol Wikipédia-szócikk fordításán alapul.  Az eredeti cikk szerkesztőit annak laptörténete sorolja fel. Ez a jelzés csupán a megfogalmazás eredetét és a szerzői jogokat jelzi, nem szolgál a cikkben szereplő információk forrásmegjelöléseként.